# رویان (تبرستان)
رویان بخشی از خاک تبرستان و نام ناحیه‌ای وسیع در غرب مازندران بود که از غرب با دیلمستان و از شرق با آمل همسایه بوده‌است. رویان از شهرهای کهن و تاریخی و بومی تبرستان بوده‌است. بطوریکه بزرگ‌ترین شهر تبرستان در دشت آمل و بزرگ‌ترین شهر تبرستان در کوهستان رویان بوده‌است.
رویان عماراتی زیبا داشت و باغات آن از لحاظ حاصلخیزی مشهور بود. نزديك رويان شهر كوچك سعیدآباد واقع بوده‌است. نواحی کجور، کلارستاق، لنگا، تنکابن و هوسم جزئی از رویان بودند.

## واژه‌شناسی نام
با توجه به پیشینه، شباهت آوایی و ریشه‌شناختی «رویان» با صورت‌های کهن «ایران»، یعنی «ایران‌ویج» (اوستایی: *Airyana Vaējah*، پارتی: *ʾryʾnwyjn*) این احتمال وجود دارد که نام «رویان» برگرفته یا دگرگونی‌ای از ایران باشد. در متون پهلوی، *Eran-vej* به عنوان خاستگاه اساطیری ایرانیان معرفی شده‌است و برخی روایت‌های جغرافیایی دورهٔ اسلامی نیز این ناحیه را در شمال فلات ایران و حوالی کوهستان‌های البرز مرکزی جای می‌دهند که با موقعیت تاریخی رویان در طبرستان هم‌پوشانی نسبی دارد.

## پیشینه
به‌نقل از ظهیرالدین مرعشی، سنگ بنای رویان را فریدون گذاشت و منوچهر در توسعه و آبادانی رویان نقش داشته‌است. منوچهر رودخانه موز را به دریای آبسِکون وصل کرد و آن منطقه را سی‌سنگان نام نهاد.
رویان در آغازین سدهٔ هفتم با عنوان استندار یا استنداران و سپس رستمدار خوانده شده‌است؛ که حدود رستمدار کاملاً قابل انطباق با حدود خاک رویان بوده و شهر کهن کجور (به فاصله سه کیلومتری از شهر جدید کجور و در دامن کوه) از شهرهای معظم آن بوده‌است. در کتاب حدود العالم من المشرق الی المغرب که به سال ۳۷۲ قمری تألیف شده‌است چنین آمده که قسمتی از طبرستان سلطانی جداگانه به نام «استندار» داشت و شهرهای ناتل و چالوس و روذان(= رویان) و کلار جزء این قسمت بود.

## محدودهٔ رویان
منطقهٔ رویان کهن از نواحی غربی طبرستان بوده‌است که شامل شهرستان‌های نور و نوشهر (کجور)، چالوس و کلاردشت (کلار)، عباس‌آباد (لنگا)، تنکابن (تنکا) و رامسر (سختسر) می‌شده‌است و گاهی مرز غربی آن تا رودسر (هوسم) ادامه می‌یافت. مردم رویان کهن به زبان طبری و گویش طبری رویانی که زبان اسپهبدان طبرستان نیز بود سخن می‌گفتند.
رویان به سرزمینی آباد در غرب مازندران گفته می‌شد که شامل بخش‌های کجور، کلارستاق، لنگا، تنکا، سختسر، هوسم، الموت، طالقان، لورا، ارنگه، رودبار قصران و لارقصران می‌شد. به گفتهٔ دانشنامهٔ ایرانیکا منطقهٔ رویان کهن از نواحی غربی طبرستان بود که شامل نواحی کجور، کلارستاق و تنکابن می‌شد. این منطقه پس از حمله مغول، به نام رستمدار نیز شناخته شد. پادوسپانیان مدت‌ها در این منطقه حکومتی مستقل داشتند. رویان یا رستمدار، شامل کوهستان و دشت‌هایی در غرب طبرستان بود و میان نمکاب‌رود و کرج از یک‌سو و رود هراز از دیگر سو محدود بوده و شامل شهرهای ناتل، چالوس، کلار، سعیدآباد و کجور می‌شده و حاکم‌نشین آن کجور بود. مردم رویان کهن به زبان طبری و گویش طبری رویانی که زبان اسپهبدان طبرستان نیز بود سخن می‌گفتند.
به گفته علی‌اصغر یوسفی‌نیا اولیالله آملی مرز غربی رویان را کلار (کلارآباد فعلی) ذکر می‌کند. دمشقی مؤلف کتاب نخبه الدهربین رویان را شامل دیلمان و شرق گیلان می‌داند. ظهیرالدین مرعشی سرزمین رویان و رستمدار را از مشرق به سیسنگان و از مغرب به ملاط لنگرود محدود می‌داند.
سرزمین رویان زیستگاه دو قوم آمارد و تپور بود
یاقوت حموی، رویان را کرسی منطقه کوهستانی طبرستان و آمل را کرسی منطقه جلگه ای و اراضی پست ساحلی یاد کرده و قید نموده که در رویان ساختمان‌های خوب و باغستان‌های پر میوه وجود داشته و نزدیک رویان (یا کلار) شهر سعید آباد واقع است. ابن فقیه همدانی، رویان از کوره‌های طبرستان است و از شهرهای رویان: چالوس، لارز، شرز و بذشوارجر است.
عبدالمومن که کتاب مراسد الاطلاع خود را در سال ۷۰۰ قمری می‌نوشت پس از ضبط اعراب کلمه می‌نویسد این نام بر شهر و کوره وسیعی از خاک طبرستان اطلاق می‌شود. این شهر بزرگ‌ترین شهر کوهستانی طبرستان است و حدود خاک آن به کوه‌های ری می‌رسد.
همچنین از آمل تا رویان دوازده فرسنگ و از دیلمستان تا رویان نیز دوازده فرسنگ بود.

### رویان
رویان به سرزمینی آباد در غرب مازندران گفته می‌شد که شامل بخش‌های کجور، کلارستاق، لنگا، تنکا، سختسر، هوسم، الموت، طالقان، لورا، ارنگه، رودبار قصران و لارقصران می‌شد.
1. منطقه کجور: از رود چالوس تا رود هراز شامل خاچیک (نوشهر)، سولده (نور)، علمده، ناتل، چمستان، بلده، زندرستاق، پنجک رستاق، زانوس رستاق، میخ ساز رستاق، خورشید رستاق، خیررودکنار، بندی پی و چلندر
2. منطقه کلارستاق: از رود چالوس تا نمک‌آبرود (نمکاوه رود) شامل چالوس و هچیرود در جلگه، کلاردشت (کلار) در جنوب و مرزن‌آباد (مزنه) در مرکز شامل میان بشم و بیرون بشم
3. منطقه لنگا: از نمک‌آبرود[۳۰] تا آب نشتا (دینار رود) شامل کلارآباد، پلنگ کلا، ساقی کلا، اسبچین، عباس‌آباد و شرق نشتارود
4. منطقه تنکا: از آب نشتا[۳۱] تا آب شیرود (چالَکرود) شامل غرب نشتارود، شهسوار، خرم‌آباد، بلده، سه‌هزار، دوهزار، گلیجان، شیرود، چالکش.
5. منطقه سختسر: از آب شیرود[۳۲] تا رودخانه سرخانی شامل جنت‌رودبار، رامسر، جورده، بخش چابکسر، اَشکوَر علیا و سیارستاق ییلاق.
6. منطقه هوسم: از رودخانه سرخانی تا آب ملاط[۳۳] شامل کلاچای، رحیم آباد، اَشکوَر سفلی، شوئیل، رانکوه، املش، رودسر و لنگرود
7. منطقه الموت: از رودبار زیتون تا طالقان شامل رودبار الموت شرقی و رودبار الموت غربی
8. منطقه طالقان: شامل بالا طالقان، میان طالقان و پایین طالقان
9. منطقه لورا: شامل دهکده‌های کنار رود کرج تا دوآب شهرستانک
10. منطقه ارنگه: دهکده‌های کنار رود کرج از دو آب شهرستانک به طرف کرج
11. منطقه رودبار قصران: شامل دهکده‌های کناررودخانه جاجرود به انضمام لواسان بزرگ و شمیرانات
12. منطقه لار قصران: شامل دهکده شعبه اصلی هراز با مراتع میان کوه‌های خرسنگ و خاتون بارگاه تا دهنه زیر پلور

### موقعیت رویان در طبرستان
از رویان به عنوان یکی از شهرها و نواحی طبرستان یاد شده‌است. ابن رسته مورخ قرن سوم، طبرستان از جانب مشرق به گرگان و قومس و از طرف مغرب به دیلم و از طرف شمال به دریا و از طرف جنوب به به بعضی از نواحی قومس و ری محدود می‌شود. به گفته ابن رسته مراکز و بخش‌های طبرستان چهارده تا است و خورهٔ آمل که کرسی و مرکز آن ناحیت است و شهرهایش عبارتند از: ساری و مامطیر و تُرنجه و روُبست و میله و مرارکدیه (کدح) و مِهروان و طَمیس و تَمار و ناتل و شالوس (چالوس) و رویان و کلار.
اصطخری می‌نویسد: آمل، ناتل، سالوس (چالوس)، کلار، رویان، میله، برجی، چشمهٔ‌الهم، ممطیر، ساری، مهروان، لمراسک و تمیشه در شمار طبرستان است.
ابن حوقل در وصف طبرستان می‌نویسد: بزرگ‌ترین شهر طبرستان شهر آمل و در زمان ما حاکم نشین آنجاست. از پلور تا آمل یک منزل است و از آمل به شهر میله دو فرسخ و از میله تا تریجی دو فرسخ و از تریجی به ساری یک منزل و از ساری تا استرآباد چهار منزل و از استرآباد تا گرگان دو منزل راه است و از آمل تا ناتل یک منزل و از ناتل تا چالوس یک منزل و به سمت دریا تا عین الهم یک منزل است. ابن حوقل می‌نویسد: شهرهای آمل، شالوس (چالوس)، کلار، رویان، میله، تریجی، عین الهم، مامطیر، ساریه و طمیسه جز ولایت طبرستان است.
مقدسی نیز در احسن التقاسیم فی معرفة الاقالیم «جرجان، طبرستان، دیلمان و جیلان» را در اقلیم پنجم عالم معرفی کرده‌است. مقدسی همچنین طبرستان را دارای کوه‌های بسیار و باران فراوان، وصف کرده و آمل را مرکز طبرستان و چالوس، مامَطیر، تُرنجَه، ساریه، تمیشه و… را از شهرهای طبرستان دانسته‌است.
به نقل از حدود العالم تمیشه، لمراسک، ساری، مامطیر، تریجی، میله، آمل، الهم، ناتل، رودان، چالوس و کلار در شمار طبرستان هستند. به گزارش مؤلف حدود العالم ناتل، رودان، چالوس و کلار شهرک هایی‌اند اندر کوه و شکستگی‌ها و این ناحیتی است هم از طبرستان و لکن پادشاهی دیگر است و پادشاه آن استندار خوانند. ابوالقاسم بن احمد جیهانی در کتاب اشکال‌العالم می‌نویسد: از شهرهای طبرستان: آمل، ناتل، سالوس (چالوس)، کلارودان، عین‌الهم، مامطیر، ساری، تمیشه، استرآباد، جرجان، آبسکون و دهستان است. راه آمل به دیلم، آمل تا ناتل از آنجا تا سالوس و از آنجا تا کلار و از آنجا تا دیلم است. رابینو می‌نویسد: وسعت دیلم تا بیش از یک منزلی مغرب ناحیه کلار طبرستان نبوده‌است. حمزه اصفهانی مورخ قرن سوم در کتاب سنی ملوک الارض و الانبیا می‌نویسد: طبرستان دارای کوره‌های بسیار بود که یکی از آنها سرزمین دیلم است و ایرانیان دیلمیان را اکراد طبرستان می‌نامیدند چنان‌که عربان مردم عراق را اکراد سورستان می‌خواندند.
ابن اسفندیار طبرستان را از شرق تا غرب، محدود به دینارجاری تا ملاط دانسته، که معادل تقریبی جرجان و رودسر کنونی هستند. ابن اسفندیار در کتاب تاریخ طبرستان از شهرهای طبرستان که دارای جامع و مصلی بودند چنین نام می‌برد: به هامون آمل، ساری، مامطیر، رودبست، تریجه، میله، مهروان، اهلم، پای‌دشت، ناتل، کنو، شالوس (چالوس)، بیخوری، لمراسک، طمیش و به کوهستان کلار، رویان، نمار، کجویه، ویمه، شلنبه، وفاد، الجمه، شارمام، لارجان، امیدوارکوه، پریم و هزارگری.
ظهیرالدین مرعشی در کتاب تاریخ طبرستان و رویان و مازندران می‌نویسد: حد طبرستان از طرف شرقی دیناره‌جاری و از طرف غربی ملاط که آن قریه شهر هوسم که اکنون به فرضه روده‌سر اشتهارد دارد. حد مازندران از طرف شرقی بیشه انجدان می‌باشد و از طرف غربی ملاط می‌باشد. حد گرگان حالیا که به استرآباد مشهور است و اصلاً دهستان می‌گفتند شرقی دیناره جاری است که حد شرقی تمام طبرستان است و غربی انجدان که حد شرقی مازندران است. به گفتهٔ ظهیرالدین مرعشی مازندران بخشی از طبرستان است و سرزمین طبرستان، گرگان و مازندران هر دو را در بر می‌گرفت.

### رویان دوران باستان
استان مازندران پیش از اسلام تپورستان (به پهلوی: ) نامیده می‌شد که برگرفته از نام قوم تپوری (به یونانی: Τάπυροι) می‌باشد که پس از اسلام قوم طبری نام گرفتند و سرزمینشان طبرستان نامیده شد.
به گفته واسیلی بارتلد تپوری‌ها در قسمت جنوب شرقی ولایت سکونت داشتند و در قید اطاعت هخامنشیان درآمده بودند و آماردها مغلوب اسکندر مقدونی و بعد مغلوب اشکانیان شدند و اشکانیان در قرن دوم ق. م آنها را در حوالی ری سکونت دادند و اراضی سابق آماردها به تصرف تپوری‌ها درآمد و بطلمیوس در شرح دیلم یعنی قسمت شرقی گیلان در ساحل بحر خزر فقط از تپوری‌ها نام می‌برد. به گفته مجتبی مینوی قوم آمارد و قوم تپوری در سرزمین مازندران می‌زیستند و تپوری‌ها در ناحیه کوهستانی مازندران و آماردها در ناحیه جلگه‌ای مازندران سکونت داشتند. در سال ۱۷۶ ق. م فرهاد اول اشکانی قوم آمارد را به ناحیه خوار کوچاند و تپوری‌ها تمام ناحیه مازندران را فرو گرفتند و تمام ولایت به اسم ایشان تپورستان نامیده شد.
شهرهای آمل، چالوس، کلار، سعیدآباد و رویان جزئی از سرزمین قوم تپوری بودند. در دوران باستان نام رویان به عنوان منطقه ای تحت حاکمیت گشنسب شاه طبرستان در نامه تنسر به گشنسب آمده‌است.
ابن اسفندیار ترجمهٔ عربی عبدالله بن مُقَفّع از متن پهلوی نامهٔ «تنسر، دانای فارس، هربذ هرابذهٔ اردشیر بابک» در پاسخ به «نوشتهٔ جُشْنَسْف شاه، شاهزادهٔ طبرستان» بود را در تاریخ طبرستان نقل کرده‌است. در عنوان این نامه از گشنسب به عنوان شاه و شاهزاده طبرستان، فرشواذگر، جیلان، دیلمان، رویان و دنباوند یاد شده‌است. وی به نقل از ابن مقفع در این باره می‌نویسد: «چون تنسر نام شاه طبرستان بخواند جواب نبشت بر این جمله که: از گشنسف شاه و شاهزاده طبرستان و فدشوارگر و جیلان و دیلمان و رویان و دماوند نامه ای پیش تنسر هربد هرابده رسید، خواند و سلام می‌فرستد و سجود می‌کند و هر صحیح و سقیم که در نامه بود مطالعه رفت و شادمانه شد.» به گفته واسیلی بارتلد بخش کوهستانی رویان یا روینج در ابتدا بخشی از دیلم محسوب می‌شد. به گفته منوچهر ستوده رانکوه همان جبال روینج و بخشی از طبرستان بود.

### رویان پس از اسلام
رویان در دوره عمر بن علاء حاکم طبرستان در سال ۷۷۰ میلادی به طبرستان ضمیمه شد. بلاذری مورخ قرن دوم از رویان به عنوان یکی از هشت ناحیه طبرستان نام می‌برد همچنین ابن رسته مورخ قرن سوم از رویان به عنوان یکی از چهارده بخش طبرستان نام می‌برد. یاقوت رویان را گاهی «مدینه» و گاهی «کوره واسعه» می‌خواند و شهر «کجه» (کجور) را حاکم نشین رویان می‌داند. «شهر» یا «مدینه» خواندن رویان به اعتبار معنی قدیمی این کلمه در فارسی است، زیرا «شهر» به معنی ناحیه و مملکت هم به کار می‌رفته‌است. ناحیه رویان را بعدها، از قرن هفتم تا زمان صفویه، رستمدار هم گفته‌اند. احتمال می‌رود که رستمدار صورت دیگری از استندار باشد، زیرا این ناحیه از قرن چهارم به بعد به وسیله فرمانروایانی اداره می‌شد که استندار خوانده می‌شدند. این کلمه در زبانِ عامّه به «رستمدار»، که معروفتر و آشناتر بود، بدل گردید و بعدها این اسم نیز فراموش شد.
اولیاءالله آملی در کتاب تاریخ رویان تألیف قرن هشتم دربارهٔ واژه استندار قید کرده‌است: و به زبان طبری استان کوه را گویند. پس معنی استندار، ملک الجبال باشد، یعنی حاکم و پادشاه کوه، همچنان‌که ملوک باوند را در آن عهد ملک الجبال خوانندی، پس معنی استندار نیز همان باشد ملا شیخ علی گیلانی در کتاب تاریخ مازندران که در سال ۱۰۴۴ هجری قمری تألیف شده استندار را ناحیتی بالتمام در طبرستان قید کرده‌است
بهاءالدین محمد بن حسن بن اسفندیار نویسنده کتاب تاریخ اسفندیار که در قرن ششم و هفتم می‌زیست در این زمان حدود مازندران و رویان را از دینار جاری در شرق ملاط که در نزدیکی هوسم (رودسر) قرار دارد می‌داند پس در این زمان حدود تنکابن جزء مازندران محسوب می‌شده‌است.ملا شیخ علی گیلانی مؤلف کتاب تاریخ مازندران که در تاریخ ۱۰۴۴ قمری و در دوران صفویه کتاب را نگاشته‌است، در ذکر حدود مازندران آورده‌است: «حد غربی طبرستان قریه ملاط گیلان است ورای هوسم که اکنون به رودسر اشتهار یافته و سامان شرقی دینار چار که اهالی آن دیار دوناچال می‌خوانند، قریب به شهر سارویه واقع است. استندار بالتمام داخل طبرستان است»
ناتل، چالوس، رودان، کلار، شهرک‌هایی اند اندر کوه‌ها و شکستگی‌ها و این ناحیتی است هم از طبرستان و لکن پادشاهی دیگر است و پادشاه او را استندار خوانند. گیلان ناحیتیست جدا میان دیلمان و جبال و آذربایگان و دریاء خزران و این ناحیتیست بر صحرا نهاده میان با آبهاء روان بسیار، یکی رودیست عظیم سپید رود خوانند، میان گیلان ببرد و به دریاء خزران افتد، و این گیلان دو گروه اند، یک گروه میان دریا و این رودند و ایشان را «از این سوی رودی» خوانند و گروهی دیگر میان رود و کوهند ایشان را «از آن سوی رودی» خوانند، اما «ازین سوی رودیان» را هفت ناحیتست بزرگ چون: لافجان، میالفجان، کشکجان، برفجان، داخل، تجن، جمه؛ و اما آنک «از آن سوی رودیان» اند ایشان را یازده ناحیتست بزرگ چون حانکجان، نَنَک، کوتم، سراوان، پیلمان شهر، رشت، تولیم، دولاب، کهن روذ، استراب، خوان بلی

## پرتاب تیر آرش کمانگیر از رویان
برخی پژوهشگران از جمله ابراهیم پورداوود، مهرداد بهار و مجتبی مینوی بر این باورند که نام «ایریو خشوثه» (Airyo.Kshaotha)، که در یشت هشتم اوستا به‌عنوان محل پرتاب تیر آرش آمده، با نواحی کوهستانی شمال ایران، به‌ویژه منطقهٔ تاریخی رویان در تبرستان مطابقت دارد. این تطبیق، بر پایهٔ قرائن جغرافیایی، نزدیکی محل پرتاب تیر به طبرستان، و نیز روایات متأخر اسلامی مانند آثارالباقیه و زین‌الأخبار است که به‌صراحت محل پرتاب را «کوه رویان» ذکر کرده‌اند. به‌ویژه ظهیرالدین مرعشی در تاریخ طبرستان و رویان و مازندران به‌صراحت می‌نویسد که آرش تیر خود را از کنار درخت شاه‌مازی‌بن در روستای ناتل‌رستاق، واقع در کوهستان رویان، پرتاب کرد.